# Elijahu Guttmacher

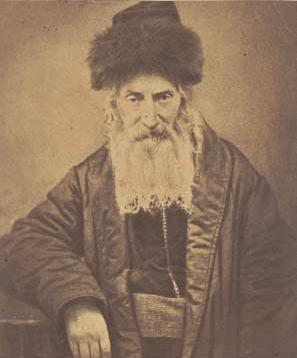
Rabbi Elijahu Guttmacher

Elijahu ben Salomon Guttmacher (auch: Elia(s) Gutmacher und weitere Namensvarianten; geboren am 15. August 1796 in Borek, Posen; gestorben am 5. Oktober 1874 in Grätz, Provinz Posen) war in seiner Zeit als „der Grätzer Raw“ ein bewunderter und hochgeschätzter Rabbiner und Zaddik und wurde ein Vorläufer der Chibbat-Zion-Bewegung. 

## Leben
Elias Guttmacher war der Sohn des Rabbiners Salomon Guttmacher. Nach dem Besuch des Cheder besuchte er verschiedene Talmudschulen, zunächst die Jeschiwa in Borek, dann in Rawicz, dann bei Jakob Lorbeerbaum in Polnisch-Lissa. 1815 war er einer der ersten Schüler an der berühmten Jeschiwa Akiba Egers in Posen. Kurz danach heiratete er und setzte sein Studium fort. Er entwickelte asketische und chassidische Neigungen. Nach sieben Jahren wurde er von Akiba Eger ordiniert.
Im Jahre 1822 wurde Guttmacher auf Empfehlung Egers Rabbiner in Pleschen und führte dort eine Jeschiwa mit 400 Schülern. 1841 wurde er Rabbiner in Grätz ebenfalls mit einer großen Jeschiwa.
Guttmacher schloss sich Hirsch Kalischer an, als dieser die Wiederbelebung der jüdischen Palästinakolonisation zu propagieren begann. In der Folge wurde Guttmacher einer der treuesten Mitarbeiter Kalischers. 1866 verfasste er gemeinsam mit Kalischer einen Aufruf zur jüdischen Landwirtschaftssiedlung in Palästina.
Elijahu Guttmacher betrieb intensiv kabbalistische Studien und bestätigte auch von dorther Kalischers These, dass der messianischen Zeit die Selbstbefreiung der Juden vorauszugehen habe. Er betätigte sich im Alter als Wundertäter und Amulettenschreiber und bewirkte damit eine Pilgerwelle nach Grätz.
Im Jahr 1868 gehörte Guttmacher zu den Mitunterzeichnern des Rabbiner-Aufrufs in Thorn, der die Judenheit zur Unterstützung der Palästinakolonisation aufforderte.
Der religiöse Kibbuz Sde Elijahu in der Region Emeq ha-Ma’ajanot im Norden Israels ist nach Elijahu Guttmacher benannt.

## Zitat
„Es ist ein Irrtum zu glauben, jeder werde sein Leben in der üblichen Weise verbringen, und plötzlich werden sich die Tore der Gnade öffnen, Wunder werden im Himmel und auf Erden geschehen, alle Prophezeiungen werden erfüllt sein und alle werden von ihren Wohnorten gerufen werden. Ich sage, dass dies nicht so ist, und ich füge hinzu: Siedlung im Heiligen Land, einen Anfang machen, das schlafende Land von den Arabern erwerben, dort die Gebote halten, die in unserer Zeit gehalten werden können, das Land fruchtbar machen, in Eretz Israel Land kaufen, um die Ärmsten unseres Volkes dort anzusiedeln - dies ist ein unentbehrlicher Grundstein für die vollständige Erlösung.“

## Werkausgaben
- Sor Sippōrāh [nach Ex 4,25]: Hīddūšē Rabenū ’Eliyyāhū Gūtmacher. Hrsg. von Nissan Juda Löb Schuv, zwei Bände, Jerusalem 1979; Bd. I zu Berāchōth und Sedär Mō‘ed. Band II zu Yevāmōth, Ketūbbōth, Gittīn und Qiddūšīn.
- ’Adäräth ´Eliyyāhū. Responsen, Erklärungen und Auslegungen zu Talmud und Schulchan Aruch, hrsg. von Josef Samuel Kriger, zwei Bände, Jerusalem 1984.
- Sefārīm Niftahīm. Band I: Sukkath Šālōm. Jerusalem 1990; Band II: Michtāv ’Eliyyāhū. Aufsätze und Sendschreiben über religionsgesetzliche und theologische Fragen, insbesondere zur Verteidigung der Orthodoxie und zur Palästinasiedlung, Jerusalem 1990; beide Bände nachgedruckt Jerusalem 1996.